# Allaga ambigua
Allaga ambigua är en insektsart som beskrevs av Karsch 1896. Allaga ambigua ingår i släktet Allaga och familjen gräshoppor. Inga underarter finns listade i Catalogue of Life.